# Красноярский алюминиевый завод
Красноярский алюминиевый завод (также используется аббревиатура КрАЗ) — второй крупнейший алюминиевый завод в мире. КрАЗ производит 27 % всего производимого в России алюминия и 1,6 % мирового производства. Входит в состав крупнейшей в мире алюминиевой компании «Русал». Официальное название — Акционерное общество «РУСАЛ Красноярский алюминиевый завод» (сокращенно АО «РУСАЛ Красноярск»).

## История
Красноярский алюминиевый завод имени В. И. Ленина построен в 1964 году на окраине Красноярска. Для рабочих завода на северо-востоке города был построен посёлок Индустриальный, а затем микрорайон «Зелёная роща» поближе к центру. Это привело к росту численности населения и 29 мая 1969 года был создан Советский район города Красноярска.
КрАЗ прошёл процесс акционирования в 1993 году. К 1998 году 28 % акций завода владел Анатолий Быков, против которого в 1999 году было возбуждено уголовное дело. В 1998—2000 годах директором был А. Г. Баранцев.
В 2000 году КрАЗ вошел в состав компании «Русский алюминий» (ныне — «Российский алюминий»).

## Производство
Производственный комплекс завода включает 25 корпусов электролиза, 3 литейных отделения и отделение производства анодной массы. В 2008 был зафиксирован рекордный показатель производства в 1 млн т, что сделало КрАЗ крупнейшим алюминиевым производителем в мире.
КрАЗ работает от энергии Красноярской ГЭС и потребляет около 70 % производимой ею электроэнергии. Сырьё поставляется с Ачинского глинозёмного комбината.
На сегодняшний день завершается перевод производственных мощностей КрАЗа на технологию «Экологический Содерберг» — по состоянию на конец 2019 года переведено около 94 % электролизеров.
Также модернизация завода включает в себя увеличение эффективности ГОУ прокалочных комплексов в производстве анодной массы. Комплекс природоохранных мероприятий в 2015 году позволил снизить объём выбросов загрязняющих веществ в атмосферу Красноярска на 1,3 %. Завершается проект по увеличению эффективности газоочистного оборудования прокалочных комплексов производства анодной массы.
Ведется внедрение технологии анодной массы со сниженным содержанием ПАУ для сокращения выбросов бенз(а)пирена в атмосферу
В 2019 году выполнены работы по замене электрофильтра № 14 для очистки газов от холодильников № 1-4 прокалочных печей. В настоящее время ведутся пусконаладочные работы на электрофильтре № 14. Первые замеры уже показали эффективность его работы более 98 %.
В одном из корпусов КрАЗа работает экспериментальный участок для испытания технологии инертного анода.
3 октября 2024 года запущен новый электрофильтр с высокой эффективностью очистки газов. Комплекс оборудования позволяет качественно очищать отходящие газы, получаемые в процессе прокаливания коксов при производстве анодной массы, необходимой для электролиза алюминия. Эффективность очистки пыле-газовоздушной смеси нового фильтра составит 98,7%. Теперь все проколочные комплексы КрАЗа оборудованы новейшими системами пылегазоулавливания, что позволит повысить степень очистки пыле-газовоздущной смеси до 99,7%.

## Технологии
«Экологический Содерберг»
«Экологичный Содерберг» — традиционные электролизные ванны, прошедшие глубокую модернизацию. Это технология разработана Инженерно-технологическим центром РУСАЛа. Промышленные испытания начались на КрАЗе в 2009 году. Результаты показали существенное снижение выбросов, первую очередь, смолистых веществ. Экологический эффект дает, в частности, использование оптимизированного состава анодной массы. В эксплуатацию введена усовершенствованная конструкция системы газоудаления, которая обеспечивает высокую герметичность, что тоже позволяет сократить выбросы. Только после того как было получено заключение экспертов, что новая технология имеет такую же экологическую эффективность как и самая современная на данный момент технология обожженных анодов, завод начал перевод на неё электролизного производства. А далее опыт Красноярска стали тиражировать и другие заводы РУСАЛА — БрАЗ и НкАЗ. Полный перевод КрАЗа на «Экосодерберг» планируется в 2020 году.
Экологический пек
В марте 2020 года КраЗ перешел на использование нового вида сырья — гибридного пека. Он содержит меньше полициклических ароматических углеводородов. Испытания показали, что экологический эффект при применении этого пека может достигать до 20 % снижения выбросов бенз(а)пирена.

## Продукция
КрАЗ является пилотной площадкой для внедрения новых технологий РУСАЛа. Слитки длиной 11,5 метров выпускают только в Красноярске.
КрАЗ является производителем алюминия высокой чистоты, который используется в смартфонах, бортовых компьютерах и ноутбуках. Алюминиевые банки в России производятся из алюминия КрАЗа. Из металла Красноярского алюминиевого завода в Красноярском крае производятся автомобильные диски СКАД и K&K.
Половина алюминия на заводе проходит глубокую переработку и отправляется заказчикам в виде готовых слитков.
В 2018 году КрАЗ запустил новый литейных комплекс по производству цилиндрических слитков. Слитки не требуют дальнейшей переработки и востребованы во всем мире. Новая продукция позволила КрАЗу зайти на машиностроительные рынки Америки, Европы, Азии.
Металл Красноярского алюминиевого завода стал основой медалей зимней Универсиады-2019, проходившей в Красноярске. Всего из алюминия КрАЗа было изготовлено более 1400 наградных и подарочных медалей разного достоинства.

## Экология
КрАЗ вошел в пилотный пул по получению комплексного экологического разрешения (КЭР), в котором было 15 участников, первыми решившихся на получение нового типа документов по новым правилам. Завод получил КЭР в декабре 2019 года. Масштабная комплексная экологическая программа на КрАЗе стартовала в 2004 году. За первый этап РУСАЛ инвестировал в инновационные проекты завода более 305 млн рублей. Работа велась в 3 направлениях: строительство и ввод новых газоочистных комплексов, установка систем автоматического питания глиноземом и полный переход завода на технологию сухого анода. Вторым этапом, который начался в 2009 году, разрабатывались и внедрялись доступные технологии, в частности «Экологический Содерберг». Результатом 15-летней работы стало снижение выбросов на 39 %, а фторидов — на 76 %. По сравнению с 1980 годом выбросы предприятия были снижены в 4,5 раза.
На Красноярском алюминиевом заводе проходят экскурсии в уникальных форматах промышленного туризма: «Велоночь» — вечерне-ночные экскурсии на велосипедах и самокатах; «Инспекторро» — экскурсии с практическими навыками по оценке экологичности предприятия, экскурсия-пленэр для творческих красноярцев под названием «Небо на тысячу лайков» с участием красноярских художников и фототуры «Крылатый металл» для молодых фотографов, где организован мастер-класс по фотомастерству. 

## Социальные проекты
КрАЗ ведет благоустройство и реновацию общественных пространств Красноярска: сквер Сурикова, площадь Революции, Исторический квартал.
В Советском районе, в котором расположен КрАЗ, завод озеленяет скверы и парки, создает территории для семейного отдыха и детских развлечений. За 5 лет силами сотрудников КрАЗа в Красноярске высажено более 3 тысяч деревьев и кустарников
Через крупные автомагистрали города из красноярского алюминия построены 2 моста. Строительство третьего моста завершится в 2020 году.

## В массовой культуре
- Красноярский алюминиевый завод стал прототипом металлургического комбината, вокруг которого разворачиваются криминальные события в 12-серийном телевизионном художественном фильме «Парни из Стали» (2004) и книгах, написанных на его основе: «Парни из Стали. Сила сильных» и «Парни из Стали. Кровь на асфальте» (автор — Александр Белов). При этом съёмки сериала проводились не в Красноярске, а в Туле и Москве.
- Красноярский алюминиевый завод упоминается в 7-й части популярного телесериала «Бандитский Петербург» — в эпизоде, когда питерский оперативник Вадим Резаков обсуждает со своим красноярским коллегой Валерой Щербиной преступный мир Сибири.